# Тейлор, Томас, 1-й маркиз Хедфорт
Томас Тейлор, 1-й маркиз Хедфорт (англ. Thomas Taylour, 1rd Marquess of Headfort; 18 ноября 1757 — 24 октября 1829) — англо-ирландский дворянин и политик, титулованный виконт Хедфорд с 1766 по 1795 год и известный как граф Бектив с 1795 по 1800 год.

## Ранняя жизнь
Томас Тейлор родился 18 ноября 1757 года. Старший сын Томаса Тейлора, 1-го графа Бектива (1724—1795), члена парламента Ирландии от Келлса, и достопочтенной Джейн Роули (1730—1818), дочери Геркулеса Лэнгфорда Роули и Элизабет Ормсби Аптон, виконтессы Лэнгфорд. Геркулес и Роберт Тейлоры, младшие братья Томаса, оба представляли тот же избирательный округ, что и их отец. Его младший брат, Клотворти Тейлор (1763—1825), унаследовал поместья своего дяди по материнской линии и был возведен в ранг ирландского пэра в 1800 году.
Его бабушкой и дедушкой по отцовской линии были сэр Томас Тейлор, 2-й баронет (1657—1696), и Сара Грэм. Его бабушка и дедушка по материнской линии были достопочтенными Геркулес Лэнгфорд Роули (1714—1794) и Элизабет Ормсби Аптон, виконтесса Лэнгфорд (1713—1795). Его дядя по материнской линии, Геркулес Роули, 2-й виконт Лэнгфорд (1737—1796), представлял графства Антрим и Даунпатрик в ирландском парламенте. После его смерти в 1796 году поместья Роули были унаследованы его младшим братом Клотворти (который принял фамилию Роули по королевской лицензии в 1796 году. В 1800 году титул Лэнгфорда был возрожден, когда он был возведен в пэры Ирландии в качестве барона Лэнгфорда).

## Карьера
Как и его отец и несколько его братьев, Томас Тейлор представлял Келлс в ирландской палате общин с 1776 по 1790 год. Впоследствии он заседал в качестве члена парламента от округа Лонгфорд до 1794 года, а затем от Мита до 14 февраля 1795 года, когда сменил своего отца на посту 2-го графа Бектива. 29 декабря 1800 года для него был создан титул 1-го маркиза Хедфорта в Пэрстве Ирландии, затем он был назначен рыцарем ордена Святого Патрика 15 мая 1806 года.
Томас Тейлор служил шерифом графства Мит в 1786 году и губернатором графства Мит. Он унаследовал графский титул своего отца 14 февраля 1795 года, и был назначен маркизом Хедфортом в пэрстве Ирландии 29 декабря 1800 года. С 1800 по 1829 год он был пэром-представителем Ирландии в Палате лордов Великобритании. Он был произведен в рыцари Святого Патрика в 1806 году и служил лордом опочивальни с 1812 по 1829 год.

## Личная жизнь

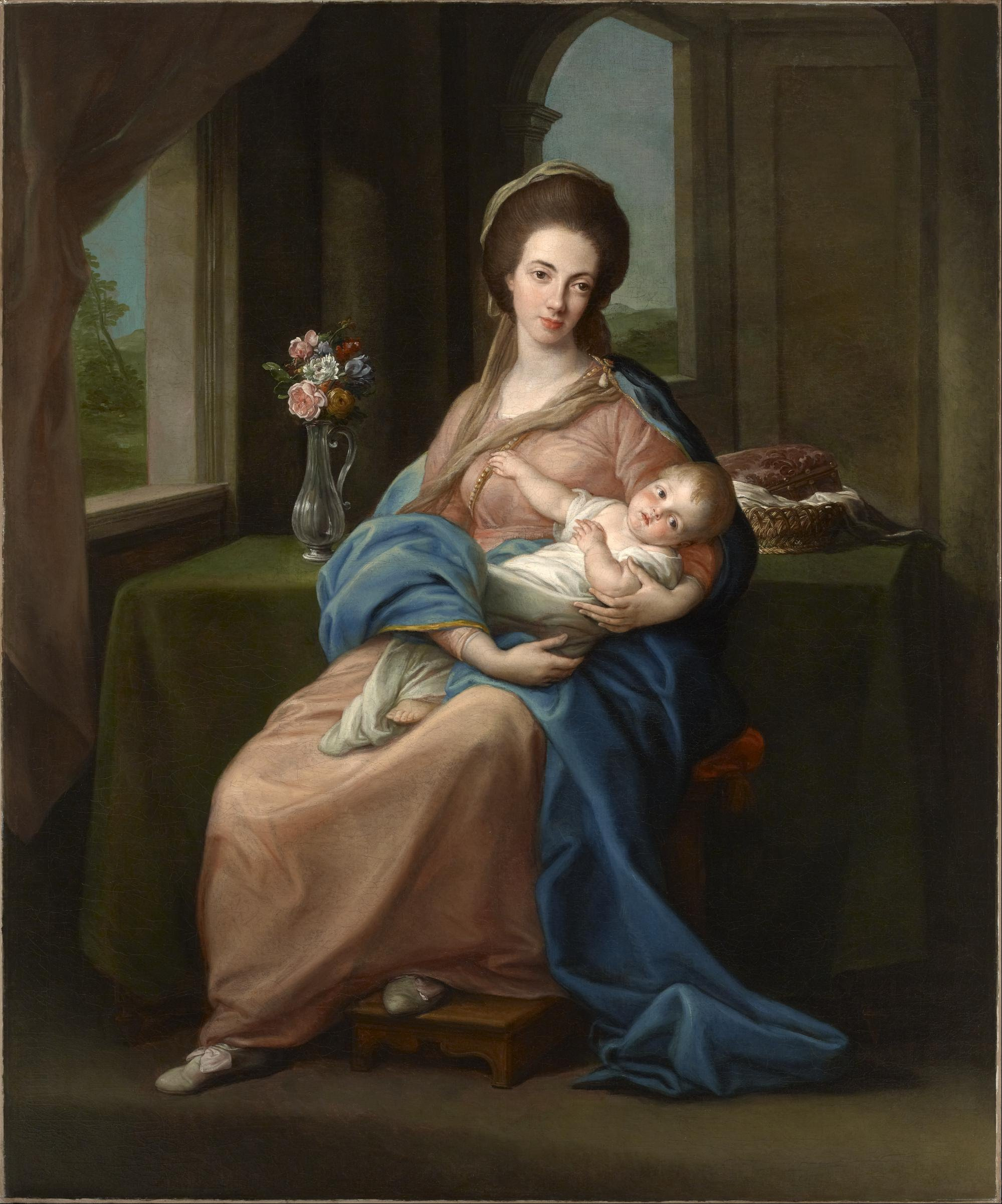
Портрет жены Томаса Тейлора, Мэри Куин, и новорожденной дочери Мэри, работы Помпео Батони, 1782 год, Музей изящных искусств (Хьюстон)

5 декабря 1778 года Томас Тейлор женился на Мэри Куин (? — 12 августа 1842), дочери Джорджа Куина и Кэролайн Кавендиш (дочери сэра Генри Кавендиша, 1-го баронета, и сестры сэра Генри Кавендиша, 2-го баронета). Ее бабушкой и дедушкой по материнской линии были Мэри (урожденная Уиденхэм) Куин и Валентайн Куин (сын 1-го графа Данрейвена и Маунт-Эрла, который также был 1-м виконтом Маунт-Эрлом). У супругов было два сына и две дочери:
- Леди Мэри Тейлор (20 января 1782—1843), леди опочивальни принцессы Августы[6].
- Томас Тейлор, 2-й маркиз Хедфорт (4 мая 1787 — 6 декабря 1870), в 1822 году женился на Оливии (в девичестве Стивенсон) Далтон, дочери ирландского композитора Джона Эндрю Стивенсона и вдове Эдуарда Туита Далтона (от этого брака у неё была дочь Аделаида Далтон, жена Джона Янга, 1-го барона Лисгара)[7]. После её смерти в 1834 году, он женился вторым браком на леди Фрэнсис Макнахтен, вдове британского дипломата сэра Уильяма Хэя Макнахтена[6].
- Леди Элизабет Джейн Тейлор (20 августа 1790—1837)[6]
- Лорд Джордж Куин (урожденный Тейлор) (10 марта 1792 — 6 февраля 1888), который в 1814 году женился на леди Джорджиане Шарлотте Спенсер (1794—1823), второй дочери Джорджа Спенсера, 2-го графа Спенсера. В 1847 году он женился вторым браком на Луизе Мэри Изабелле Рамсден (? — 1872), старшей дочери сэра Джона Рамсдена, 4-го баронета[англ.], и внучке Чарльза Ингрэма, 9-го виконта Ирвина[англ.].

Маркиз Хедфорт сбежал в 1803 году с женой преподобного Мэсси, что привело к судебному иску, возмещению ущерба в размере 10 000 фунтов стерлингов и, для истца, одной из самых известных речей Джона Филпота Каррана. Маркиз Хедфорт умер 24 октября 1829 года. Его вдова умерла 12 августа 1842 года.